# جاك روسي
جاك روسي (بالفرنسية: Jacques Rossi)‏  (و.  –  م) هو ممثل، من كندا.